# Walter Hörmann
Walter Hörmann (né le 13 septembre 1961 à Feldbach en Autriche) est un ancien joueur, désormais entraîneur de football autrichien.

## Palmarès
- Championnat d'Autriche : (3)
- Coupe d'Autriche : (3)